# NGC 4096
NGC 4096 je spirální galaxie v souhvězdí Velké medvědice. Objevil ji William Herschel 9. března 1788. Od Země je vzdálená přibližně 40 milionů světelných let
a některé katalogy ji řadí do Skupiny galaxií Velká medvědice, ale jiné do Skupiny Honicích psů II.
Galaxie se dá na obloze vyhledat i malým dalekohledem asi 3,5° východně od hvězdy Alkafzah (χ UMa), která má hvězdnou velikost 3,7. Směrem k Zemi je natočená téměř z boku, takže se zdá být hodně protažená – její úhlová velikost je 6,6′×1,8′
a rovina jejího disku je od Země odkloněná o 15°.
V této galaxii bylo pozorováno několik supernov: SN 2014bi typu IIP s magnitudou 18,2 a SN 1960H typu Ia-p s magnitudou 14,5.